# Список армян — Героев Социалистического Труда

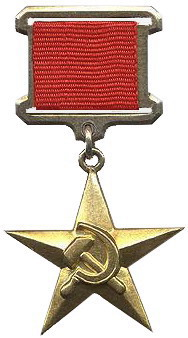
Золотая медаль «Серп и Молот» — вручалась Героям Социалистического Труда (автор эскиза — армянский архитектор Мирон Мержанов)

В списке представлены лица армянской национальности, удостоенные звания Героя Социалистического Труда — высшей степени отличия Советского Союза за труд, — 392 человека.
Среди них:
- армяне, которым звание Героя Социалистического Труда присвоено трудовые подвиги на территории Армянской ССР (соответствует границам современной Армении) — 213 человек, в том числе — 1 дважды Герой Социалистического Труда;
- армяне, которым звание присвоено в других регионах СССР, — 179 человек, в том числе — 2 дважды Героя Социалистического Труда.

Кроме них, представлен 1 человек, в отношении которого указ о присвоении звания отменён.
Дополнительными списками включены армяне — полные кавалеры ордена Трудовой Славы — 7 человек.

## Дважды Герои Социалистического Труда
| № | Фамилия, имя отчество          | Годы жизни | Деятельность на момент награждения второй золотой медалью «Серп и Молот»                                   | Дата первого Указа | Дата второго Указа |
| - | ------------------------------ | ---------- | --- | ------------------ | ------------------ |
| 1 | Амбарцумян, Виктор Амазаспович | 1908—1996  | Президент АН Армянской ССР, академик АН СССР, город Ереван                                                 | 17.09.1968         | 15.09.1978         |
| 2 | Кочарянц, Самвел Григорьевич   | 1909—1993  | Главный конструктор Всесоюзного НИИ экспериментальной физики, доктор технических наук, Горьковская область | 07.03.1962         | 06.01.1984         |
| 3 | Микоян, Артём Иванович         | 1905—1970  | Главный конструктор ОКБ-155, академик АН СССР, город Москва                                                | 20.04.1956         | 12.07.1957         |

## Герои Социалистического Труда

### Армянская ССР
| №   | Фамилия, имя, отчество                              | Годы жизни | Деятельность | Дата Указа |
| --- | --------------------------------------------------- | ---------- | --- | ---------- |
| 1   | Авагян, Роза Вагановна                              | 1926—      | Бригадир колхоза села Ахавнатун Эчмиадзинского района Армянской ССР                                                                                          | 30.04.1966 |
| 2   | Авакян, Вазген Багратович                           | 1926—2000  | Сыродел-мастер Базарчайского сырзавода Министерства мясной и молочной промышленности Армянской ССР, Сисианский район Армянской ССР                           | 26.04.1971 |
| 3   | Авдалян, Гурген Микаелович                          | 1929—      | Директор совхоза имени Калинина Калининского района Армянской ССР                                                                                            | 08.04.1971 |
| 4   | Аветисян, Агавни Аваковна                           | 1930—      | Звеньевая колхоза «Кармир астх» Октемберянского района Армянской ССР                                                                                         | 14.06.1950 |
| 5   | Аветисян, Ашхен Микаэловна                          | 1920—1995  | Доярка колхоза имени Сталина Шаумяновского района Армянской ССР                                                                                              | 07.03.1960 |
| 6   | Аветисян, Елена Карапетовна                         | 1922—      | Заведующая отделением 2-го медицинского объединения, город Ленинакан                                                                                         | 23.10.1978 |
| 7   | Аветисян, Мисак Арменакович                         | 1924—1971  | Слесарь Ереванского часового завода Министерства приборостроения, средств автоматизации и систем управления СССР                                             | 20.04.1971 |
| 8   | Аветисян, Самвел Хачатурович                        | 1902—      | Председатель колхоза «Авангард» Сисианского района Армянской ССР                                                                                             | 04.05.1948 |
| 9   | Агинян, Гегецик Геворковна                          | 1914—      | Звеньевая Ачаджурского совхоза Иджеванского района Армянской ССР                                                                                             | 30.04.1966 |
| 10  | Аджемян, Вартан Мкртичевич                          | 1905—1977  | Главный режиссёр Армянского государственного академического драматического театра имени Г. Сундукяна, народный артист СССР, город Ереван                     | 08.12.1975 |
| 11  | Азаян, Багдасар Мартиросович                        | 1905—1972  | Председатель колхоза «Дружба» Сисианского района Армянской ССР                                                                                               | 18.06.1949 |
| 12  | Азоян, Машо Ивановна                                | 1895—      | Звеньевая колхоза «III Интернационал» Октемберянского района Армянской ССР                                                                                   | 14.06.1950 |
| 13  | Айрапетян, Аршавир Авакович                         | 1916—1998  | Директор совхоза «Ахтанак» Ноемберянского района Армянской ССР                                                                                               | 27.12.1976 |
| 14  | Айрян, Арамаис Овсепович                            | 1944—2015  | Дояр совхоза имени Ленина Горисского района Армянской ССР | 16.03.1981 |
| 15  | Акопян, Азгануш Мхитаровна                          | род. 1928  | Звеньевая колхоза «Лен уги» Октемберянского района Армянской ССР                                                                                             | 14.06.1950 |
| 16  | Акопян, Саркис Казарович                            | 1902—      | Председатель колхоза «Кармир астх» Октемберянского района Армянской ССР                                                                                      | 14.06.1950 |
| 17  | Акопян, Сатик Акоповна                              | 1910—      | Звеньевая колхоза «III Интернационала» Октемберянского района Армянской ССР                                                                                  | 14.06.1950 |
| 18  | Акопян, Сона Ивановна                               | 1915—      | Звеньевая колхоза имени Сталина, село Мргашат Октемберянского района Армянской ССР                                                                           | 11.07.1951 |
| 19  | Алексанян, Аракси Назаровна                         | 1924—2006  | Почтальон отделения связи Ереванского почтамта Министерства связи Армянской ССР                                                                              | 04.05.1971 |
| 20  | Алексанян, Дустрик Акоповна                         | 1926—      | Звеньевая колхоза «Лен уги» Октемберянского района Армянской ССР                                                                                             | 14.06.1950 |
| 21  | Алоян, Виктория Гарегиновна                         | 1928—      | Звеньевая колхоза «Лен уги» Октемберянского района Армянской ССР                                                                                             | 14.06.1950 |
| 22  | Амирханян, Владимир Смбатович                       | 1927—      | Проходчик Мегринской геологоразведочной партии Управления геологии Совета Министров Армянской ССР                                                            | 04.07.1966 |
| 23  | Амирханян, Серёжа Шакарович                         | 1923—1982  | Бригадир аппаратчиков завода имени Кирова, город Ереван | 28.05.1960 |
| 24  | Амирян, Роберт Паргевович                           | 1928—2008  | Директор Армянского электромашиностроительного завода «Армэлектрозавод» имени В. И. Ленина Министерства электротехнической промышленности СССР, город Ереван | 20.04.1971 |
| 25  | Ананян, Анаит Аршаковна                             | 1900—1987  | Директор Республиканской селекционной станции овощебахчевых культур Армянской ССР, доктор сельскохозяйственных наук                                          | 08.04.1971 |
| 26  | Аракелян, Амир Мурадович                            | 1898—      | Звеньевой виноградарского совхоза имени Микояна Министерства пищевой промышленности СССР, Армянская ССР                                                      | 30.06.1951 |
| 27  | Аракелян, Мнацакан Хачатурович                      | 1925—      | Старший чабан Алагязского совхоза Талинского района Армянской ССР                                                                                            | 22.03.1966 |
| 28  | Арустамян, Смбат Баласанович                        | 1908—      | Заведующий фермой колхоза «Дружба» Сисианского района Армянской ССР                                                                                          | 18.06.1949 |
| 29  | Арутюнян, Агнесса Гегамовна                         | 1931—      | Звеньевая колхоза имени Орджоникидзе Октемберянского района Армянской ССР                                                                                    | 14.06.1950 |
| 30  | Арутюнян, Амалия Гайковна                           | 1933—1997  | Ткачиха Ленинаканского производственного хлопчатобумажного объединения имени Майского восстания Министерства лёгкой промышленности Армянской ССР             | 17.03.1981 |
| 31  | Арутюнян, Арцвик Мацаковна                          | 1929—      | Звеньевая колхоза имени Шаумяна Эчмиадзинского района Армянской ССР                                                                                          | 25.07.1951 |
| 32  | Арутюнян, Ваган Самсонович                          | 1911—1988  | Старший агроном Октемберянской МТС Октемберянского района Армянской ССР                                                                                      | 16.10.1950 |
| 33  | Арутюнян, Мартин Карапетович                        | 1928—2010  | Первый секретарь Разданского райкома КП Армении | 16.03.1981 |
| 34  | Арутюнян, Никогос Агабекович                        | 1912—      | Комбайнёр Гарибджанянской МТС, Армянская ССР | 05.08.1952 |
| 35  | Арутюнян, Сатеник Седраковна                        | 1900—      | Звеньевая колхоза имени Жданова Октемберянского района Армянской ССР                                                                                         | 14.06.1950 |
| 36  | Арутюнян, Феня Езекимовна                           | 1922—      | Звеньевая колхоза имени Молотова Нор-Баязетского района Армянской ССР                                                                                        | 16.04.1949 |
| 37  | Асатрян, Аветис Раганович                           | 1906—      | Старший чабан колхоза «Дружба» Сисианского района Армянской ССР                                                                                              | 18.06.1949 |
| 38  | Асатрян, Алексан Асатурович                         | 1907—      | Директор Шагриарской МТС Октемберянского района Армянской ССР                                                                                                | 16.10.1950 |
| 39  | Асатрян, Анушаван Зограбович                        | 1907—      | Звеньевой колхоза «Кармир Октембер» Нор-Баязетского района Армянской ССР                                                                                     | 02.02.1948 |
| 40  | Асатрян, Гукас Фаносович                            | 1919—1998  | Старший аппаратчик завода «Поливинилацетат» Министерства химической промышленности СССР, город Ереван                                                        | 20.04.1971 |
| 41  | Асатрян, Леник Николаевич                           | род. 1941  | Дояр колхоза села Урут Степанаванского района Армянской ССР                                                                                                  | 22.03.1966 |
| 42  | Асатрян, Сирануш Еремовна                           | 1922—2011  | Звеньевая колхоза имени Молотова Нор-Баязетского района Армянской ССР                                                                                        | 16.04.1949 |
| 43  | Асланян, Майрам Меликовна                           | 1901—      | Звеньевая колхоза «Парижская коммуна» Арташатского района Армянской ССР                                                                                      | 16.10.1950 |
| 44  | Асоян, Парзик Айриковна (Кюрегян, Парзик Айриковна) | 1926—2011  | Звеньевая колхоза имени Молотова Нор-Баязетского района Армянской ССР                                                                                        | 16.04.1949 |
| 45  | Атабекян, Затик Маркаровна                          | 1921—      | Звеньевая колхоза «Кармир ранчпар» Иджеванского района Армянской ССР                                                                                         | 14.06.1950 |
| 46  | Ахвердян, Егор Овсепович                            | 1901—1962  | Председатель колхоза «Бекум» Сисианского района Армянской ССР                                                                                                | 16.04.1949 |
| 47  | Ахвердян, Овсеп Алексанович                         | 1924—      | Звеньевой колхоза «Бекум» Сисианского района Армянской ССР                                                                                                   | 16.04.1949 |
| 48  | Бабаджанян, Гевонд Мкртичевич                       | 1897—1969  | Заведующий фермой колхоза имени Кирова Сисианского района Армянской ССР                                                                                      | 17.08.1948 |
| 49  | Бабаян, Роза Маркаровна                             | 1927—      | Звеньевая колхоза «Лен уги» Октемберянского района Армянской ССР                                                                                             | 14.06.1950 |
| 50  | Баберян, Асмик Степановна                           | 1915—      | Звеньевая колхоза имени Серго Орджоникидзе Октемберянского района Армянской ССР                                                                              | 14.06.1950 |
| 51  | Багдасарян, Анаид Захаровна                         | 1915—      | Бригадир колхоза имени Калинина Микояновского района Армянской ССР                                                                                           | 16.04.1949 |
| 52  | Багдасарян, Анаит Гайковна                          | род. 1940  | Звеньевая колхоза имени 26 комиссаров Арташатского района Армянской ССР                                                                                      | 06.06.1984 |
| 53  | Багдасарян, Грануш Сааковна                         | 1924—2000  | Звеньевая колхоза «Вчракан тари» Октемберянского района Армянской ССР                                                                                        | 14.06.1950 |
| 54  | Багдасарян, Паруйр Микаелович                       | 1905—      | Комбайнёр Гарибджанянской МТС Армянской ССР | 05.08.1952 |
| 55  | Багдасарян, Феник Бениаминовна                      | род. 1931  | Звеньевая колхоза имени Калинина Микоянского района Армянской ССР                                                                                            | 17.08.1950 |
| 56  | Бадалян, Арпик Анушавановна                         | 1926—      | Звеньевая колхоза «Кармир астх» Октемберянского района Армянской ССР                                                                                         | 14.06.1950 |
| 57  | Бадалян, Рафик Седракович                           | 1933—2011  | Бригадир совхоза имени Ленина Эчмиадзинского района Армянской ССР                                                                                            | 27.12.1976 |
| 58  | Баласанян, Габриел Тигранович                       | 1926—2008  | Звеньевой колхоза «Бекум» Сисианского района Армянской ССР                                                                                                   | 16.04.1949 |
| 59  | Бахшинян, Эдик Мисакович                            | 1934—2002  | Начальник лётно-штурманского отдела Армянского управления гражданской авиации Министерства гражданской авиации СССР                                          | 04.02.1983 |
| 60  | Варданян, Сарибек Мхитарович                        | 1926—      | Председатель колхоза имени А. Ханджяна Араратского района Армянской ССР                                                                                      | 07.07.1986 |
| 61  | Вартанян, Аревалуйс Арутюновна                      | 1914—      | Звеньевая колхоза имени 18 партсъезда Бериевского района Армянской ССР                                                                                       | 11.07.1951 |
| 62  | Вартанян, Арпеник Арутюновна                        | 1912—      | Звеньевая колхоза «III Интернационал» Октемберянского района Армянской ССР                                                                                   | 14.06.1950 |
| 63  | Вартанян, Баграт Абрамович                          | 1894—1971  | Директор совхоза «Зейтун» Ноемберянского района Армянской ССР                                                                                                | 30.04.1966 |
| 64  | Вартанян, Саркис Сираканович                        | 1908—1985  | Председатель колхоза «Спартак» Нор-Баязетского района Армянской ССР                                                                                          | 02.02.1948 |
| 65  | Вартанян, Серёжа Анмегикович                        | 1929—      | Звеньевой колхоза имени Арутюняна Ахтинского района Армянской ССР                                                                                            | 02.02.1948 |
| 66  | Вартанян, Хачатур Акопович                          | 1901—      | Звеньевой колхоза «Спартак» Нор-Баязетского района Армянской ССР                                                                                             | 02.02.1948 |
| 67  | Газарян, Сурен Михайлович                           | 1918—      | Чабан колхоза «Пролетар» Сисианского района Армянской ССР | 06.09.1973 |
| 68  | Галемтерян, Цахкануш Кероповна                      | род. 1937  | Ткачиха Ереванского шёлкового комбината имени В. И. Ленина Министерства лёгкой промышленности Армянской ССР                                                  | 09.06.1966 |
| 69  | Галстян, Назани Саркисовна                          | 1908—      | Председатель колхоза имени Шаумяна Шаумянского района Армянской ССР                                                                                          | 07.03.1960 |
| 70  | Галстян-Погосян, Лилифар Минасовна                  | 1919—      | Звеньевая колхоза «Кармир ранчпар» Иджеванского района Армянской ССР                                                                                         | 14.06.1950 |
| 71  | Гарибян, Месроп Мовсесович                          | 1914—1978  | Звеньевой колхоза имени Ворошилова района имени Берия Армянской ССР                                                                                          | 27.09.1949 |
| 72  | Гаспарян, Апрес Бегларович                          | 1918—2000  | Комбайнёр Норакертской МТС Армянской ССР | 02.06.1952 |
| 73  | Гаспарян, Аракса Амбарцумовна                       | 1926—      | Заместитель директора средней школы № 1, город Арарат | 27.06.1978 |
| 74  | Гаспарян, Вачаган Арсенович                         | 1923—      | Бригадир колхоза села Варденик Мартунинского района Армянской ССР                                                                                            | 30.04.1966 |
| 75  | Гаспарян, Гоар Микаэловна                           | 1924—2007  | Оперная певица (лирико-колоратурное сопрано), профессор Ереванской государственной консерватории имени Комитаса, народная артистка СССР, город Ереван        | 11.12.1984 |
| 76  | Геворгян, Назани Рубеновна                          | 1923—      | Звеньевая колхоза имени Жданова Октемберянского района Армянской ССР                                                                                         | 14.06.1950 |
| 77  | Геворкян, Саркис Паруйрович                         | 1918—1976  | Старший электромеханик Ленинаканской дистанции сигнализации и связи Закавказской железной дороги, Армянская ССР                                              | 04.08.1966 |
| 78  | Григорян, Акоп Сираканович                          | 1899—1991  | Председатель колхоза «Кармир Октембер» Нор-Баязетского района Армянской ССР                                                                                  | 02.02.1948 |
| 79  | Григорян, Амаяк Саакович                            | 1908—1975  | Председатель колхоза имени Калинина Микоянского района Армянской ССР                                                                                         | 17.08.1950 |
| 80  | Григорян, Грануш Гютовна                            | 1926—      | Звеньевая колхоза имени Калинина Микоянского района Армянской ССР                                                                                            | 17.08.1950 |
| 81  | Григорян, Пепроня Амбарцумовна                      | 1912—      | Звеньевая колхоза «Парижская коммуна» Арташатского района Армянской ССР                                                                                      | 16.10.1950 |
| 82  | Григорян, Эмма Ншановна                             | 1923—      | Звеньевая колхоза имени Берия Октемберянского района Армянской ССР                                                                                           | 14.06.1950 |
| 83  | Гукасян, Айкуш Хачатуровна                          | 1927—      | Овощевод Геханистского совхоза Масисского района Армянской ССР                                                                                               | 22.02.1978 |
| 84  | Гюлхасян, Микаел Асатурович                         | 1927—2012  | Агроном колхоза имени Калинина Микоянского района Армянской ССР                                                                                              | 17.08.1950 |
| 85  | Давидян, Епеси Сааковна                             | 1911—      | Звеньевая колхоза «Лен уги» Октемберянского района Армянской ССР                                                                                             | 14.06.1950 |
| 86  | Давтян, Арев Хачатуровна                            | 1925—      | Звеньевая колхоза имени Калинина Микоянского района Армянской ССР                                                                                            | 17.08.1950 |
| 87  | Давтян, Арус Гарегиновна                            | 1924—      | Звеньевая колхоза имени Калинина Микоянского района Армянской ССР                                                                                            | 16.04.1949 |
| 88  | Давтян, Торос Казарович                             | 1918—      | Бригадир колхоза имени Калинина Азизбековского района Армянской ССР                                                                                          | 05.08.1952 |
| 89  | Давтян, Хачатур Александрович                       | 1899—      | Звеньевой колхоза «Спартак» Нор-Баязетского района Армянской ССР                                                                                             | 02.02.1948 |
| 90  | Дагбашян, Самсон Агабекович                         | 1917—2005  | Учитель средней школы № 3, город Ереван | 01.07.1968 |
| 91  | Джрагацпанян, Акоп Николаевич                       | 1908—      | Звеньевой колхоза «Спартак» Нор-Баязетского района Армянской ССР                                                                                             | 02.02.1948 |
| 92  | Долинян, Саркис Пилипосович                         | 1909—1988  | Старший механик Шагриарской МТС Октемберянского района Армянской ССР                                                                                         | 16.10.1950 |
| 93  | Егиазарян, Ноемзар Мануковна                        | 1914—      | Звеньевая колхоза села Кахцрашен Арташатского района Армянской ССР                                                                                           | 07.03.1960 |
| 94  | Енгоян, Сисак Татевосович                           | 1891—      | Звеньевой колхоза «Спартак» Нор-Баязетского района Армянской ССР                                                                                             | 02.02.1948 |
| 95  | Ервандян, Джемма Суреновна                          | 1932—      | Звеньевая колхоза села Мргашат Октемберянского района Армянской ССР                                                                                          | 08.04.1971 |
| 96  | Задоян, Айценик Оганесовна                          | 1903—      | Звеньевая колхоза «Вчракан тари» Октемберянского района Армянской ССР                                                                                        | 14.06.1950 |
| 97  | Закарян, Вазген Сиреканович                         | 1913—1983  | Председатель колхоза имени Орджоникидзе Октемберянского района Армянской ССР                                                                                 | 14.06.1950 |
| 98  | Закарян, Закар Ервандович                           | 1924—      | Председатель колхоза имени Куйбышева Абовянского района Армянской ССР                                                                                        | 30.03.1982 |
| 99  | Закоян, Рачик Амаякович                             | 1922—2003  | Звеньевой колхоза имени Батика Нор-Баязетского района Армянской ССР                                                                                          | 16.04.1949 |
| 100 | Заргарян, Абел Севанович                            | 1919—      | Звеньевой колхоза имени Сталина Шамшадинского района Армянской ССР                                                                                           | 05.08.1952 |
| 101 | Казарян, Аршак Шамирович                            | 1913—      | Старший плавильщик Алавердского меднохимического комбината Совнархоза Армянской ССР                                                                          | 09.06.1961 |
| 102 | Казарян, Зина Васильевна                            | 1924—      | Звеньевая колхоза «Кармир ранчпар» Иджеванского района Армянской ССР                                                                                         | 14.06.1950 |
| 103 | Казарян, Фарандзем Аваковна                         | 1919—      | Звеньевая колхоза «Кармир ранчпар» Иджеванского района Армянской ССР                                                                                         | 14.06.1950 |
| 104 | Камавосян, Майрануш Пилипосовна                     | 1926—      | Звеньевая колхоза «Арагац» Эчмиадзинского района Армянской ССР                                                                                               | 08.04.1971 |
| 105 | Карамян, Маринос Асатуровна                         | 1897—      | Звеньевая колхоза «Гетазат» Арташатского района Армянской ССР                                                                                                | 27.09.1949 |
| 106 | Карапетян, Гегецик Артюшевна                        | род. 1947  | Колхозница колхоза имени А. И. Микояна Октемберянского района Армянской ССР                                                                                  | 12.12.1973 |
| 107 | Карапетян, Сашибек Айрапетович                      | 1914—1998  | Звеньевой колхоза имени Молотова Нор-Баязетского района Армянской ССР                                                                                        | 16.04.1949 |
| 108 | Карапетян, Сисе Мирановна                           | 1895—      | Звеньевая колхоза «Парижская коммуна» Арташатского района Армянской ССР                                                                                      | 16.10.1950 |
| 109 | Каринян, Арташес Баласиевич                         | 1886—1982  | Партийный и государственный деятель, академик АН Армянской ССР, город Ереван                                                                                 | 11.11.1976 |
| 110 | Керопян, Кероп Апикович                             | 1925—      | Комбайнёр Гарибджанянской МТС Армянской ССР | 05.08.1952 |
| 111 | Киракосян, Торгом Степанович                        | 1908—      | Председатель исполнительного комитета Шаумяновского районного Совета депутатов трудящихся Армянской ССР                                                      | 16.10.1953 |
| 112 | Колозян, Мкртыч Багоевич                            | 1922—1990  | Звеньевой колхоза имени Батика Нор-Баязетского района Армянской ССР                                                                                          | 16.04.1949 |
| 113 | Колозян, Октемберик Мануковна                       | 1924—      | Звеньевая колхоза имени III Интернационала Октемберянского района Армянской ССР                                                                              | 16.04.1949 |
| 114 | Кошкакарян, Хачик Саркисович                        | 1908—1976  | Каменщик треста № 1 Министерства строительства Армянской ССР                                                                                                 | 09.08.1958 |
| 115 | Куроян, Акоп Арамович                               | 1910—1980  | Председатель колхоза имени Батика Нор-Баязетского района Армянской ССР                                                                                       | 03.07.1951 |
| 116 | Лалабекян, Бабкен Шаваршович                        | 1911—1992  | Старший агроном Шагриарской МТС Октемберянского района Армянской ССР                                                                                         | 16.10.1950 |
| 117 | Мадатян, Оромсима Хачатуровна                       | 1916—      | Звеньевая колхоза «Кармир ранчпар» Иджеванского района Армянской ССР                                                                                         | 14.06.1950 |
| 118 | Маилян, Григор Аршакович                            | 1927—      | Звеньевая колхоза «Бекум» Сисианского района Армянской ССР                                                                                                   | 16.04.1949 |
| 119 | Макртумян, Сирануш Сааковна                         | 1920—      | Звеньевая колхоза «Кармир ранчпар» Иджеванского района Армянской ССР                                                                                         | 14.06.1950 |
| 120 | Манасян, Гарник Хачатурович                         | 1930—2008  | Бригадир комплексной бригады треста «Каджаранстрой» Министерства промышленного строительства СССР, Армянская ССР                                             | 05.04.1971 |
| 121 | Манукян, Амбарцум Гегамович                         | 1931—      | Бригадир комплексной бригады строительного управления Армянской атомной электростанции Министерства энергетики и электрификации СССР, Армянская ССР          | 03.01.1974 |
| 122 | Манукян, Грануш Мамиконовна                         | 1927—      | Звеньевая колхоза «КИМ» Октемберянского района Армянской ССР                                                                                                 | 14.06.1950 |
| 123 | Манукян, Давид Саакович                             | 1902—      | Бригадир колхоза имени Сталина Арташатского района Армянской ССР                                                                                             | 21.07.1950 |
| 124 | Манукян, Мехак Айрапетович                          | 1923—2003  | Звеньевой колхоза «Кармир Октембер» Нор-Баязетского района Армянской ССР                                                                                     | 02.02.1948 |
| 125 | Манукян, Парандзем Оганесовна                       | 1914—      | Звеньевая колхоза имени Калинина Микоянского района Армянской ССР                                                                                            | 16.04.1949 |
| 126 | Манукян, Рафаел Татевосович                         | 1907—      | Бригадир колхоза имени Орджоникидзе Октемберянского района Армянской ССР                                                                                     | 14.06.1950 |
| 127 | Манукян, Соник Хачатуровна                          | 1925—2007  | Звеньевая колхоза «Лен уги» Октемберянского района Армянской ССР                                                                                             | 14.06.1950 |
| 128 | Маркарян, Викторя Гарегиновна                       | 1928—2010  | Звеньевая колхоза «Шинарар» Арташатского района Армянской ССР                                                                                                | 21.07.1950 |
| 129 | Маркарян, Гриша Саркисович                          | 1929—1991  | Бригадир комплексной бригады строительного управления № 31 треста «Ерпромстрой» Министерства промышленного строительства Армянской ССР, город Ереван         | 19.03.1981 |
| 130 | Маркарян, Маруся Мнацакановна                       | 1905—      | Ткачиха Ереванского камвольного комбината Министерства лёгкой промышленности Армянской ССР                                                                   | 05.04.1971 |
| 131 | Мартиросян, Мариам Петровна                         | 1925—      | Звеньевая колхоза имени Будённого Калининского района Армянской ССР                                                                                          | 19.03.1947 |
| 132 | Матевосян, Самвел Минасович                         | 1912—2003  | Начальник производственного геологоразведочного треста Управления цветной металлургии Совета Министров Армянской ССР, город Ереван                           | 30.03.1971 |
| 133 | Межлумян, Арташес Мартиросович                      | 1901—1986  | Главный зоотехник Шаумяновского районного управления сельского хозяйства Армянской ССР                                                                       | 16.10.1953 |
| 134 | Мелконян, Ашот Алексанович                          | 1933—      | Бригадир бурильщиков Кафанского меднорудного комбината, Армянская ССР                                                                                        | 28.05.1960 |
| 135 | Мелконян, Нигуш Амаяковна                           | 1929—      | Звеньевая колхоза «III Интернационал» Октемберянского района Армянской ССР                                                                                   | 14.06.1950 |
| 136 | Микаелян, Серёжа Абгарович                          | 1925—1980  | Машинист-инструктор электровозного депо «Ленинакан» Закавказской железной дороги, Армянская ССР                                                              | 01.08.1959 |
| 137 | Минасян, Акоп Оганесович                            | 1927—      | Комбайнёр колхоза имени Кирова села Аревик Ахурянского района Армянской ССР                                                                                  | 08.04.1971 |
| 138 | Минасян, Амаз Вартанович                            | 1914—1994  | Председатель колхоза имени Кирова Сисианского района Армянской ССР                                                                                           | 17.08.1948 |
| 139 | Мирзоян, Георгий Мкртычевич                         | 1926—2012  | Бригадир проходчиков специализированного управления «Арпасеванстрой» Министерства энергетики и электрификации СССР, город Ереван                             | 17.09.1981 |
| 140 | Мисакян, Сурен Маркосович                           | 1926—      | Звеньевой колхоза «ОГПУ» Талинского района Армянской ССР | 02.02.1948 |
| 141 | Мнацаканян, Агван Арсенович                         | 1924—      | Бригадир совхоза «Наири» Октемберянского района Армянской ССР                                                                                                | 30.04.1966 |
| 142 | Мнджоян, Арменак Левонович                          | 1904—1970  | Директор Института тонкой органической химии АН Армянской ССР, академик АН Армянской ССР, город Ереван                                                       | 13.03.1969 |
| 143 | Мовсесян, Гарегин Сираканович                       | 1909—      | Звеньевой колхоза имени Джапаридзе Басаргечарского района Армянской ССР                                                                                      | 16.04.1949 |
| 144 | Мовсисян, Роланд Пайлакович                         | 1925—1993  | Слесарь Армянского электромашиностроительного завода имени В. И. Ленина Министерства электротехнической промышленности СССР, город Ереван                    | 08.08.1966 |
| 145 | Мурадян, Андраник Казарович                         | 1918—      | Звеньевой колхоза «Парижская коммуна» Арташатского района Армянской ССР                                                                                      | 16.10.1950 |
| 146 | Назарян, Спартион Егоевич                           | 1927—2014  | Председатель колхоза имени Дзержинского Анийского района Армянской ССР                                                                                       | 10.03.1976 |
| 147 | Нерсесян, Петик Акопович                            | 1910—1987  | Старший агроном Октемберянской МТС Октемберянского района Армянской ССР                                                                                      | 16.10.1950 |
| 148 | Никоян, Ашот Аганикович                             | 1912—1996  | Комбайнёр Талинской МТС Армянской ССР | 05.08.1952 |
| 149 | Овеян, Астхик Тиграновна                            | 1927—      | Доярка Казанчинского совхоза Гукасянского района Армянской ССР                                                                                               | 22.03.1966 |
| 150 | Оганесян, Айастан Шагенович                         | 1906—      | Бригадир совхоза имени Кирова Вединского района Армянской ССР                                                                                                | 30.04.1966 |
| 151 | Оганесян, Дарчо Оганесович                          | 1912—1983  | Секретарь Шаумяновского районного комитета КП Армении | 16.10.1953 |
| 152 | Оганесян, Пайцар Саркисовна                         | 1915—      | Звеньевая колхоза имени Парижской Коммуны Арташатского района Армянской ССР                                                                                  | 27.09.1949 |
| 153 | Оганесян, Саркис Мкртичевич                         | 1923—1993  | Звеньевой колхоза имени Шаумяна Ахтинского района Армянской ССР                                                                                              | 02.02.1948 |
| 154 | Оганесян, Тигран Акопович                           | 1895—      | Бригадир колхоза имени Арутюняна Ахтинского района Армянской ССР                                                                                             | 04.05.1948 |
| 155 | Оганесян, Эрик Минасовна                            | 1929—      | Звеньевая колхоза «Кармир ранчпар» Иджеванского района Армянской ССР                                                                                         | 14.06.1950 |
| 156 | Папян, Седрак Папинович                             | 1918—      | Председатель колхоза села Мосесгех Шамшадинского района Армянской ССР                                                                                        | 30.04.1966 |
| 157 | Петросян, Арташес Варданович                        | 1923—      | Машинист экскаватора Каджаранского медно-молибденового комбината Министерства цветной металлургии СССР, Армянская ССР                                        | 20.05.1966 |
| 158 | Петросян, Астхик Петросовна                         | 1913—1980  | Ткачиха ткацкой фабрики текстильного комбината имени Майского восстания, город Ленинакан                                                                     | 07.03.1960 |
| 159 | Петросян, Миша Цолакович                            | 1931—      | Бригадир слесарей-монтажников треста № 6, Армянская ССР | 11.08.1966 |
| 160 | Петросян, Петик Аветисович                          | 1927—1987  | Председатель колхоза имени Свердлова села Верин Арташат Арташатского района Армянской ССР                                                                    | 22.02.1978 |
| 161 | Петросян, Сурен Мартиросович                        | 1925—2004  | Бригадир аппаратчиков завода синтетического каучука имени С. М. Кирова Управления химической промышленности при Совете Министров Армянской ССР, город Ереван | 22.02.1966 |
| 162 | Погосян, Алексан Сарибекович                        | 1909—      | Комбайнёр Гарибджанянской МТС Ахурянского района Армянской ССР                                                                                               | 03.07.1951 |
| 163 | Погосян, Мушег Мелконович                           | 1908—1976  | Председатель колхоза имени Сталина Октемберянского района Армянской ССР                                                                                      | 14.06.1950 |
| 164 | Погосян, Погос Симонович                            | 1924—      | Колхозник колхоза имени Азизбекова Араратского района Армянской ССР                                                                                          | 14.12.1972 |
| 165 | Саакян, Егиш Назарович                              | 1905—      | Бригадир колхоза «ОГПУ» Талинского района Армянской ССР | 04.05.1948 |
| 166 | Саакян, Маргарит Темоевна                           | 1927—      | Звеньевая колхоза «КИМ» Октемберянского района Армянской ССР                                                                                                 | 14.06.1950 |
| 167 | Саакян, Шайвоски Енгоевна                           | 1928—      | Звеньевая виноградарского совхоза «Наринджи» Министерства пищевой промышленности СССР, Армянская ССР                                                         | 30.06.1951 |
| 168 | Садоян, Акоп Оганесович                             | 1887—      | Бригадир колхоза имени Жданова Октемберянского района Армянской ССР                                                                                          | 14.06.1950 |
| 169 | Салахян, Варсеник Вагановна                         | 1906—1985  | Начальник Агбашского гидроучастка управления оросительных систем канала имени Сталина, Армянская ССР                                                         | 16.10.1950 |
| 170 | Сарибекян, Арутюн Левонович                         | 1924—2008  | Машинист бульдозера дорожно-строительного района Министерства автомобильного транспорта и шоссейных дорог Армянской ССР                                      | 05.10.1966 |
| 171 | Саркисян, Амаяк Мхитарович                          | 1905—      | Председатель колхоза села Айгезард Арташатского района Армянской ССР                                                                                         | 08.04.1971 |
| 172 | Саркисян, Драстамат Зорабович                       | 1894—      | Звеньевой колхоза «Спартак» Нор-Баязетского района Армянской ССР                                                                                             | 02.02.1948 |
| 173 | Саркисян, Минас Карапетович                         | 1898—1966  | Председатель колхоза имени Арутюняна Ахтинского района Армянской ССР                                                                                         | 02.02.1948 |
| 174 | Саркисян, Хосров Арутюнович                         | 1907—1997  | Мастер Ереванских ГЭС Главного управления энергетики и электрификации Совета Министров Армянской ССР                                                         | 04.10.1966 |
| 175 | Сарксян, Дилбар Давидовна                           | 1925—      | Звеньевая колхоза «КИМ» Октемберянского района Армянской ССР                                                                                                 | 14.06.1950 |
| 176 | Сарьян, Мартирос Сергеевич                          | 1880—1972  | Живописец, академик Академии художеств СССР, академик АН Армянской ССР, народный художник СССР, город Ереван                                                 | 08.03.1965 |
| 177 | Свазян, Андраник Аршакович                          | 1915—      | Комбайнёр Талинской МТС Армянской ССР | 05.08.1952 |
| 178 | Седракян, Маркар Седракович                         | 1907—1973  | Главный технолог Армянского коньячного завода Министерства пищевой промышленности Армянской ССР, город Ереван                                                | 26.04.1971 |
| 179 | Седракян, Самвел Аристакесович                      | 1939—2010  | Рабочий предприятия Министерства радиопромышленности СССР, город Ереван                                                                                      | 27.01.1981 |
| 180 | Симонян, Асанет Власовна                            | 1924—      | Звеньевая колхоза имени Орджоникидзе Октемберянского района Армянской ССР                                                                                    | 14.06.1950 |
| 181 | Симонян, Воски Захаровна                            | 1918—      | Звеньевая колхоза имени Калинина Микоянского района Армянской ССР                                                                                            | 17.08.1950 |
| 182 | Симонян, Женя Артаваздовна                          | 1929—      | Звеньевая колхоза имени Жданова Октемберянского района Армянской ССР                                                                                         | 14.06.1950 |
| 183 | Симонян, Сабет Нагапетовна                          | 1914—2005  | Звеньевая колхоза имени Калинина Микоянского района Армянской ССР                                                                                            | 17.08.1950 |
| 184 | Синанян, Рипсиме Терджановна                        | 1911—      | Заведующая отделением республиканской больницы, город Ереван                                                                                                 | 04.02.1969 |
| 185 | Степанян, Грайр Гиносович                           | 1914—      | Звеньевой колхоза «Депи коммуна» Аштаракского района Армянской ССР                                                                                           | 29.05.1951 |
| 186 | Степанян, Роза Вартановна                           | 1925—      | Звеньевая колхоза села Айгезард Арташатского района Армянской ССР                                                                                            | 30.04.1966 |
| 187 | Сукиасян, Геворк Хачатурович                        | 1894—      | Директор Октемберянской МТС Октемберянского района Армянской ССР                                                                                             | 16.10.1950 |
| 188 | Татевосян, Вазген Алоевич                           | 1924—      | Звеньевой колхоза «Бекум» Сисианского района Армянской ССР                                                                                                   | 16.04.1949 |
| 189 | Товмасян, Габриел Гукасович                         | 1930—      | Звеньевой виноградарского совхоза имени Микояна Министерства пищевой промышленности СССР, Армянская ССР                                                      | 30.06.1951 |
| 190 | Тоноян, Гарегин Гияджеевич                          | 1914—1982  | Помощник мастера Ленинаканского текстильного комбината имени Майского восстания Министерства лёгкой промышленности Армянской ССР                             | 05.04.1971 |
| 191 | Тоноян, Хачик Акопович                              | 1914—      | Бригадир колхоза имени Батика Нор-Баязетского района Армянской ССР                                                                                           | 03.07.1951 |
| 192 | Туманян, Степан Левонович                           | 1921—1984  | Директор Ереванского химического комбината имени С. М. Кирова Министерства химической промышленности СССР                                                    | 20.04.1971 |
| 193 | Тумасян, Бениамин Акопович                          | 1925—2012  | Генеральный директор производственного объединения «Луйс» Министерства электротехнической промышленности СССР, Армянская ССР                                 | 10.06.1986 |
| 194 | Тунян, Мелик Смбатович                              | 1936—1970  | Старший чабан колхоза села Хидзореск Горисского района Армянской ССР                                                                                         | 22.03.1966 |
| 195 | Умршатян, Сирун Айроевна                            | 1924—      | Звеньевая колхоза «Спартак» Нор-Баязетского района Армянской ССР                                                                                             | 02.02.1948 |
| 196 | Унанян, Сарибек Агасович                            | 1927—      | Звеньневой колхоза имени Шаумяна Ахтинского района Армянской ССР                                                                                             | 02.02.1948 |
| 197 | Франгулян, Арпик Мкртычевна                         | 1923—      | Бригадир рабочих Ереванского винкомбината Министерства пищевой промышленности Армянской ССР                                                                  | 21.07.1966 |
| 198 | Ханзадян, Серо Николаевич                           | 1915—1998  | Писатель, город Ереван | 16.11.1984 |
| 199 | Ханоян, Саркис Месропович                           | 1921—2003  | Директор Арагацского садоводческого совхоза Талинского района Армянской ССР                                                                                  | 12.12.1973 |
| 200 | Хачатрян, Андраник Мисакович                        | 1911—1959  | Паровозный машинист депо «Ленинакан» Закавказской железной дороги, Армянская ССР                                                                             | 05.11.1943 |
| 201 | Хачатрян, Анжик Гевондовна                          | 1927—      | Звеньевая колхоза имени Орджоникидзе Октемберянского района Армянской ССР                                                                                    | 14.06.1950 |
| 202 | Хачатрян, Арменак Акопович                          | 1911—      | Председатель колхоза «Мубариза» Сисианского района Армянской ССР                                                                                             | 18.06.1949 |
| 203 | Хачатрян, Гайк Петросович                           | 1908—      | Председатель колхоза «Парижская коммуна» Арташатского района Армянской ССР                                                                                   | 16.10.1950 |
| 204 | Хачатрян, Егине Армавировна                         | 1927—      | Звеньевая колхоза имени Орджоникидзе Октемберянского района Армянской ССР                                                                                    | 14.06.1950 |
| 205 | Хачатрян, Оник Семёнович                            | 1921—1990  | Электромонтёр 1-го Ереванского монтажного управления треста «Армэлектромонтаж» Министерства монтажных и специальных строительных работ СССР                  | 07.05.1971 |
| 206 | Хачересов, Микас Карапетович                        | 1921—      | Бригадир слесарей-ремонтников Араратского цементно-шиферного комбината Министерства промышленности строительных материалов Армянской ССР                     | 28.07.1966 |
| 207 | Хдрян, Азнив Карапетовна                            | 1900—      | Звеньевая колхоза имени 18 партсъезда Бериевского района Армянской ССР                                                                                       | 11.07.1951 |
| 208 | Хосровян, Самвел Сандроевич                         | род. 1928  | Звеньевой колхоза «Бекум» Сисианского района Армянской ССР                                                                                                   | 16.04.1949 |
| 209 | Шахбазян, Маруся Аветиковна                         | 1926—      | Звеньевая свекловодческого звена колхоза села Ахурян Ахурянского района Армянской ССР                                                                        | 31.12.1965 |
| 210 | Шахназарян, Сирануш Гукасовна                       | 1921—      | Звеньевая колхоза «Кармир ранчпар» Иджеванского района Армянской ССР                                                                                         | 14.06.1950 |
| 211 | Элларян, Нахшун Алавердовна                         | 1914—      | Звеньевая колхоза «Кармир ранчпар» Иджеванского района Армянской ССР                                                                                         | 14.06.1950 |
| 212 | Язулян, Месроп Иванович                             | 1901—      | Старший чабан колхоза имени Кирова Сисанского района Армянской ССР                                                                                           | 17.08.1948 |

### РСФСР
| №  | Фамилия, имя отчество                                  | Годы жизни | Деятельность | Дата Указа |
| -- | ------------------------------------------------------ | ---------- | --- | ---------- |
| 1  | Абрамян, Арам Яковлевич                                | 1898—1990  | Консультант Четвёртого Главного управления при Министерстве здравоохранения СССР, доктор медицинских наук, город Москва                                                                             | 17.02.1969 |
| 2  | Алиханов, Абрам Исаакович (Алиханянц, Абрам Исаакович) | 1904—1970  | Директор Теплотехнической лаборатории Академии наук СССР, академик АН СССР, город Москва | 04.01.1954 |
| 3  | Арутюнов, Александр Иванович                           | 1904—1975  | Директор Института нейрохирургии АМН СССР имени Н. Н. Бурденко, академик АМН СССР, город Москва | 02.01.1974 |
| 4  | Арутюнов, Баграт Николаевич                            | 1889—1953  | Заместитель Народного комиссара путей сообщения СССР, город Москва | 05.11.1943 |
| 5  | Асланова, Маргарита Семёновна                          | 1910—1984  | Заведующая отделом Всесоюзного научно-исследовательского института стеклопластиков и стеклянного волокна с опытным заводом Министерства химической промышленности СССР, город Москва                | 13.08.1980 |
| 6  | Бадальянц, Хорен Азарапетович                          | 1933—1992  | Директор Пикалёвского производственного глинозёмного объединения имени 50-летия СССР Министерства цветной металлургии СССР, Ленинградская область                                                   | 29.04.1986 |
| 7  | Бозян, Ашот Калустович                                 | 1929—      | Звеньевой колхоза «Стахановец» Адлерского района Краснодарского края | 16.04.1949 |
| 8  | Бузуян, Константин Георгиевич                          | 1911—      | Бригадир горнопроходческой бригады шахтостроительного управления № 8 комбината «Ростовшахтострой» Министерства строительства предприятий тяжёлой индустрии СССР, Ростовская область                 | 05.04.1971 |
| 9  | Бурназян, Аветик Игнатьевич                            | 1906—1981  | Начальник Третьего Главного управления Министерства здравоохранения СССР, генерал-лейтенант медицинской службы, город Москва                                                                        | 14.04.1976 |
| 10 | Григорьянц, Ерванд Леонтьевич                          | 1889—1955  | Звеньевой колхоза имени Шаумяна, город Кизляр Грозненской области Дагестанской АССР | 17.09.1949 |
| 11 | Гукасова, Эмма Самсоновна                              | 1928—1994  | Звеньевая колхоза имени Карла Маркса, город Кизляр Грозненской области Дагестанской АССР | 17.09.1949 |
| 12 | Диленян, Ася Яковлевна                                 | 1928—1993  | Звеньевая колхоза «Ашхаданк» Анапского района Краснодарского края | 11.07.1950 |
| 13 | Егизарян, Бенник Срапионович                           | 1935—2004  | Начальник передвижной механизированной колонны № 10 треста «Ангарлесстрой» Министерства лесной промышленности СССР, Богучанский район Красноярского края                                            | 20.08.1990 |
| 14 | Едигорьян, Цолак Геворкович                            | 1915—1973  | Первый секретарь Обоянского райкома КПСС, Курская область | 07.12.1957 |
| 15 | Елян, Амо Сергеевич                                    | 1903—1965  | Директор артиллерийского завода № 92 имени И. В. Сталина, город Горький | 03.06.1942 |
| 16 | Зурабов, Роберт Сергеевич                              | 1904—1991  | Начальник управления строительства, город Ангарск Иркутской области | 09.08.1958 |
| 17 | Иоаннисиани, Баграт Константинович                     | 1911—1985  | Главный конструктор астрономических приборов Ленинградского оптико-механического объединения имени В. И. Ленина Министерства оборонной промышленности СССР                                          | 28.04.1977 |
| 18 | Иосифьян, Андроник Гевондович                          | 1905—1993  | Директор Всесоюзного научно-исследовательского института электромеханики Государственного комитета Совета Министров СССР по автоматизации и машиностроению, академик АН Армянской ССР, город Москва | 17.06.1961 |
| 19 | Кабасакалян, Сатеник Сероповна                         | 1917—2005  | Звеньевая колхоза «Ашхаданк» Анапского района Краснодарского края | 11.07.1950 |
| 20 | Караогланов, Александр Гаврилович                      | 1910—2000  | Начальник Главного военно-строительного управления Центра Министерства обороны СССР, генерал-полковник инженерной службы, город Москва                                                              | 21.02.1978 |
| 21 | Каспаров, Александр Исакович                           | 1931—2019  | Начальник проектно-промышленно-дорожно-строительного объединения «Запсибдорстрой» Министерства транспортного строительства СССР, Ханты-Мансийский АО                                                | 30.04.1991 |
| 22 | Кнунянц, Иван Людвигович                               | 1906—1990  | Заведующий лабораторией фторорганических соединений Института элементоорганических соединений АН СССР, академик АН СССР, город Москва                                                               | 03.06.1966 |
| 23 | Кулиджанов, Лев Александрович                          | 1924—2002  | Первый секретарь Союза кинематографистов СССР, режиссёр киностудии детских и юношеских фильмов имени М. Горького, народный артист СССР, город Москва                                                | 16.03.1984 |
| 24 | Кулян, Сирануш Ованесовна                              | 1913—1985  | Звеньевая Лазаревского совхоза № 4, город Сочи Краснодарского края | 30.04.1966 |
| 25 | Кучубеков, Артём Иванович                              | 1885—      | Звеньевой колхоза «Победа», город Кизляр Грозненской области | 12.07.1950 |
| 26 | Лалаев, Аким Христофорович                             | 1892—      | Звеньевой колхоза имени Шаумяна, город Кизляр Грозненской области | 12.07.1950 |
| 27 | Мазлумов, Аведикт Лукьянович                           | 1896—1972  | Заведующий отделом селекции и генетики Всесоюзного научно-исследовательского института сахарной свёклы и сахара, академик ВАСХНИЛ, Рамонский район Воронежской области                              | 31.12.1965 |
| 28 | Матевосян, Паруйр Апетнакович                          | 1907—1983  | Директор Волгоградского металлургического комбината «Красный Октябрь» Министерства чёрной металлургии СССР                                                                                          | 22.03.1966 |
| 29 | Мегеров, Рубен Калустович                              | 1880—1960  | Звеньевой колхоза имени Шаумяна, город Кизляр Грозненской области Дагестанской АССР | 12.07.1950 |
| 30 | Медалиев, Афанасий Гаврилович                          | 1893—1966  | Звеньевой колхоза имени Шаумяна, город Кизляр Грозненской области Дагестанской АССР | 12.07.1950 |
| 31 | Микоян, Анастас Иванович                               | 1895—1978  | Заместитель председателя Совета Народных Комиссаров СССР, Народный Комиссар внешней торговли СССР, член Государственного Комитета Обороны СССР, член Политбюро ЦК ВКП(б), город Москва              | 30.09.1943 |
| 32 | Миносян, Кугарик Калустовна                            | 1912—      | Звеньевая колхоза имени Блинова Адлерского района Краснодарского края | 16.04.1949 |
| 33 | Мирзоян, Киракос Седракович                            | 1909—      | Звеньевой колхоза имени Шаумяна, город Кизляр Грозненской области Дагестанской АССР | 12.07.1950 |
| 34 | Мхитаров, Арам Филиппович                              | 1900—      | Звеньевой колхоза имени Шаумяна, город Кизляр Грозненской области Дагестанской АССР | 12.07.1950 |
| 35 | Налбандян, Дмитрий Аркадьевич                          | 1906—1993  | Живописец, народный художник СССР, город Москва | 14.09.1976 |
| 36 | Наринян, Николай Артёмович                             | 1905—1971  | Начальник головного ремонтного восстановительного поезда № 3, Ленинградская область | 05.11.1943 |
| 37 | Оганов, Арам Михайлович                                | 1925—2008  | Капитан теплохода «Александр Пушкин» Балтийского морского пароходства Министерства морского флота СССР, город Ленинград                                                                             | 04.05.1971 |
| 38 | Орбели, Леон Абгарович                                 | 1882—1958  | Вице-президент АН СССР, академик АН СССР, начальник Военно-медицинской академии имени С. М. Кирова, генерал-полковник медицинской службы, город Ленинград                                           | 10.06.1945 |
| 39 | Осипьян, Юрий Андреевич                                | 1931—2008  | Директор Института физики твёрдого тела АН СССР, академик АН СССР, город Москва | 16.04.1986 |
| 40 | Петросьянц, Андраник Мелконович                        | 1906—2005  | Председатель Государственного комитета Совета Министров СССР по атомной энергии, бывший заместитель Министра среднего машиностроения СССР, город Москва                                             | 07.03.1962 |
| 41 | Петросянц, Гурген Власович                             | 1914—1995  | Директор Спасского цементного завода Министерства промышленности строительных материалов СССР, Приморский край                                                                                      | 07.05.1971 |
| 42 | Саламбеков, Борис Константинович                       | 1907—1978  | Начальник Октябрьской железной дороги, город Ленинград | 05.11.1943 |
| 43 | Саркисов, Арутюн Христофорович                         | 1908—2001  | Заведующий лабораторией микологии и антибиотиков Всесоюзного научно-исследовательского института экспериментальной ветеринарии имени Р. Я. Коваленко, академик ВАСХНИЛ, город Москва                | 28.02.1990 |
| 44 | Степанов, Аванес Амирханович                           | 1881—      | Звеньевой колхоза имени Шаумяна, город Кизляр Грозненской области | 12.07.1950 |
| 45 | Тахтаджян, Армен Леонович                              | 1910—2009  | Руководитель отдела высших растений Ботанического института АН СССР, академик АН СССР, город Ленинград                                                                                              | 16.10.1990 |
| 46 | Тевосян, Иван Фёдорович                                | 1902—1958  | Народный комиссар чёрной металлургии СССР, город Москва | 30.09.1943 |
| 47 | Тер-Степаньян, Андраник Смбатович                      | 1918—1996  | Первый заместитель главного конструктора Конструкторского бюро машиностроения Министерства оборонной промышленности СССР, Московская область                                                        | 18.08.1981 |
| 48 | Тютюнжиев, Христофор Артемьевич                        | 1920—      | Слесарь-механик завода при Научно-исследовательском институте «Фонон» Министерства электронной промышленности СССР, город Москва                                                                    | 26.04.1971 |
| 49 | Ударов, Григорий Рафаилович                            | 1904—1990  | Заместитель Министра общего машиностроения СССР, город Москва | 02.10.1975 |
| 50 | Хачатуров, Константин Рубенович                        | 1917—1988  | Главный конструктор Тушинского машиностроительного конструкторского бюро «Союз» Московского моторостроительного завода «Красный Октябрь» Министерства авиационной промышленности СССР               | 11.10.1974 |
| 51 | Хачатурян, Арам Ильич                                  | 1903—1978  | Композитор, дирижёр, народный артист СССР, город Москва | 05.06.1973 |
| 52 | Чентемиров, Минас Георгиевич                           | 1910—2004  | Бывший управляющий трестом № 25 Куйбышевского совнархоза, заместитель председателя Куйбышевского совнархоза                                                                                         | 09.08.1958 |
| 53 | Шагинян, Мариэтта Сергеевна                            | 1888—1982  | Поэтесса, город Москва | 03.05.1976 |
| 54 | Яйлоян, Екатерина Минасовна                            | 1914—2006  | Звеньевая колхоза «Знамя коммуны» Верхне-Баканского района Краснодарского края | 13.08.1949 |

### Азербайджанская ССР
| №  | Фамилия, имя отчество           | Годы жизни | Деятельность | Дата Указа |
| -- | ------------------------------- | ---------- | --- | ---------- |
| 1  | Авакян, Григорий Вартазарович   | 1909—      | Управляющий отделением виноградарского совхоза имени Низами Министерства пищевой промышленности СССР                        | 04.09.1950 |
| 2  | Агаджанян, Айказ Саркисович     | 1906—1990  | Звеньевой колхоза «Правда» Шамхорского района Азербайджанской ССР                                                           | 08.08.1950 |
| 3  | Азарян, Аршалус Амбарцумовна    | 1912—      | Звеньевая виноградарского совхоза имени Низами Министерства пищевой промышленности СССР, Таузский район Азербайджанской ССР | 05.10.1949 |
| 4  | Айрапетян, Хачатур Макарович    | 1908—1962  | Звеньевой колхоза имени Клары Цеткин Шамхорского района Азербайджанской ССР                                                 | 08.08.1950 |
| 5  | Айриян, Гурген Маркарович       | 1913—      | Звеньевой колхоза имени Асланова Шамхорского района Азербайджанской ССР                                                     | 21.07.1949 |
| 6  | Арутюнов, Ованес Григорьевич    | 1889—      | Звеньевой колхоза имени Камо Ханларского района Азербайджанской ССР                                                         | 21.07.1949 |
| 7  | Бабаян, Асмик Даниловна         | 1929—      | Звеньевая виноградарского колхоза «Азербайджан» Министерства пищевой промышленности СССР                                    | 04.09.1950 |
| 8  | Баграмян, Михаил Апкарович      | 1931—      | Звеньевой колхоза имени Клары Цеткин Шамхорского района Азербайджанской ССР                                                 | 08.08.1950 |
| 9  | Бадальян, Надя Авшаровна        | 1922—      | Звеньевая колхоза имени Верховного Совета СССР Ждановского района Азербайджанской ССР                                       | 10.03.1948 |
| 10 | Бадалян, Шакар Антонович        | 1888—      | Звеньевой виноградарского совхоза «Азербайджан» Министерства пищевой промышленности СССР                                    | 04.09.1950 |
| 11 | Бахчигулян, Саркис Акопович     | 1897—      | Звеньевой колхоза «Ватан-Мугарибасы» Акстафинского района Азербайджанской ССР                                               | 21.07.1949 |
| 12 | Газарян, Подвакан Оганесович    | 1898—1951  | Звеньевой виноградарского совхоза «Азербайджан» Министерства пищевой промышленности СССР                                    | 04.09.1950 |
| 13 | Галустян, Петрос Макичевич      | 1906—      | Бригадир виноградарского совхоза имени Низами Министерства пищевой промышленности СССР                                      | 04.09.1950 |
| 14 | Давранов, Арменак Георгиевич    | 1900—      | Директор зернового совхоза имени Орджоникидзе Министерства совхозов СССР, Азербайджанская ССР                               | 05.04.1948 |
| 15 | Есаянц, Акоп Галустович         | 1910—      | Управляющий отделением виноградарского совхоза «Азербайджан» Министерства пищевой промышленности СССР                       | 04.09.1950 |
| 16 | Есаянц, Сирануш Оганесовна      | 1926—      | Звеньевая виноградарского совхоза «Азербайджан» Министерства пищевой промышленности СССР                                    | 04.09.1950 |
| 17 | Захарян, Арфеник Абрамовна      | 1913—      | Звеньевая виноградарского совхоза имени Низами Министерства пищевой промышленности СССР, Таузский район Азербайджанской ССР | 05.10.1949 |
| 18 | Казаров, Амирхан Оганесович     | 1895—      | Бригадир колхоза «Ватан-Мугарибасы» Акстафинского района Азербайджанской ССР                                                | 21.07.1949 |
| 19 | Каракозян, Араксия Айказовна    | 1926—      | Звеньевая виноградарского совхоза имени Азизбекова Министерства пищевой промышленности СССР                                 | 05.10.1949 |
| 20 | Мирзоян, Варси Атамовна         | 1915—1975  | Звеньевая колхоза имени Верховного Совета СССР Ждановского района Азербайджанской ССР                                       | 10.03.1948 |
| 21 | Мкртычян, Самвел Шамирович      | 1910—      | Бригадир виноградарского совхоза имени Берия Министерства пищевой промышленности СССР                                       | 04.09.1950 |
| 22 | Мнацаканян, Цакан Вердиевич     | 1884—      | Звеньевой виноградарского совхоза имени Низами Министерства пищевой промышленности СССР                                     | 04.09.1950 |
| 23 | Оганова, Шушаник Айрапетовна    | 1917—      | Звеньевая виноградарского совхоза имени Низами Министерства пищевой промышленности СССР                                     | 04.09.1950 |
| 24 | Петросов, Арташес Аракелович    | 1909—      | Бригадир тракторной бригады Карягинской МТС, Азербайджанская ССР                                                            | 10.03.1948 |
| 25 | Саркисян, Исак Погосович        | 1898—1958  | Бригадир колхоза имени Верховного Совета СССР Ждановского района Азербайджанской ССР                                        | 10.03.1948 |
| 26 | Саюнц, Маркар Галустович        | 1894—1974  | Звеньевой виноградарского совхоза «Азербайджан» Министерства пищевой промышленности СССР, Азербайджанская ССР               | 04.09.1950 |
| 27 | Симонова, Сирануш Александровна | 1911—      | Звеньевая колхоза «Ватан-Мугарибасы» Акстафинского района Азербайджанской ССР                                               | 21.07.1949 |
| 28 | Степанов, Александр Авакович    | 1908—1976  | Председатель колхоза имени Верховного Совета СССР Ждановского района Азербайджанской ССР                                    | 10.03.1948 |
| 29 | Шагенян, Григорий Саркисович    | 1931—      | Звеньевой колхоза имени Клары Цеткин Шамхорского района Азербайджанской ССР                                                 | 08.08.1950 |
| 30 | Шаголдян, Рубен Павлович        | 1909—      | Бригадир виноградарского совхоза имени Азизбекова Министерства пищевой промышленности СССР                                  | 04.09.1950 |
| 31 | Шаголдян, Тамара Бадаловна      | 1910—1981  | Звеньевая виноградарского совхоза имени Азизбекова Министерства пищевой промышленности СССР                                 | 04.09.1950 |

#### Нагорно-Карабахская автономная область
| №  | Фамилия, имя отчество         | Годы жизни | Деятельность | Дата Указа |
| -- | ----------------------------- | ---------- | --- | ---------- |
| 1  | Абалян, Александр Мелкумович  | 1907—1982  | Звеньевой колхоза имени Касумяна Гадрутского района Нагорно-Карабахской автономной области                                                                                              | 08.08.1950 |
| 2  | Авагимян, Катан Саркисовна    | 1881—1969  | Звеньевая Степанакертского виноградарского совхоза Министерства пищевой промышленности СССР, Нагорно-Карабахская автономная область                                                     | 04.09.1950 |
| 3  | Аванесян, Гукас Цатурович     | 1887—      | Звеньевой колхоза имени Тульских рабочих Мартунинского района Нагорно-Карабахской автономной области                                                                                    | 10.03.1948 |
| 4  | Адамян, Сурен Арутюнович      | 1913—1983  | Председатель колхоза имени Тульских рабочих Мартунинского района Нагорно-Карабахской автономной области                                                                                 | 10.03.1948 |
| 5  | Айрапетян, Манучар Николаевич | 1906—      | Звеньевой Мартунинского виноградарского совхоза Министерства пищевой промышленности СССР, Мартунинский район Нагорно-Карабахской автономной области                                     | 03.09.1951 |
| 6  | Амирян, Гоарик Амбарцумовна   | 1919—1987  | Звеньевая Мартунинского виноградарского совхоза Министерства пищевой промышленности СССР, Мартунинский район Нагорно-Карабахской автономной области                                     | 04.09.1950 |
| 7  | Аракелян, Кнарик Арсеновна    | 1921—1996  | Ткачиха Карабахского шёлкового комбината имени 26 Бакинских комиссаров Министерства лёгкой промышленности Азербайджанской ССР, город Степанакерт Нагорно-Карабахской автономной области | 05.04.1971 |
| 8  | Арзуманов, Темур Месропович   | 1913—1994  | Звеньевой колхоза «Ашхатанк» Гадрутского района Нагорно-Карабахской автономной области                                                                                                  | 08.08.1950 |
| 9  | Арустамян, Мадат Саруханович  | 1907—      | Звеньевой колхоза имени Тульских рабочих Мартунинского района Нагорно-Карабахской автономной области                                                                                    | 10.03.1948 |
| 10 | Багдасарян, Даниел Аракелович | 1909—      | Звеньевой колхоза имени Тульских рабочих Мартунинского района Нагорно-Карабахской автономной области                                                                                    | 10.03.1948 |
| 11 | Багдасарян, Месроп Семёнович  | 1894—1981  | Звеньевой колхоза имени Касумяна Гадрутского района Нагорно-Карабахской автономной области                                                                                              | 08.08.1950 |
| 12 | Балугян, Соня Арутюновна      | 1908—1992  | Звеньевая колхоза имени Фрунзе Мардакертского района Нагорно-Карабахской автономной области                                                                                             | 01.07.1949 |
| 13 | Гарибян, Шмавон Акопович      | 1936—2004  | Колхозник колхоза имени Карла Маркса Мартунинского района Нагорно-Карабахской автономной области                                                                                        | 12.12.1973 |
| 14 | Джавадян, Лена Багратовна     | 1926—1981  | Виноградарь совхоза имени XXII партсъезда Мардакертского района Нагорно-Карабахской автономной области                                                                                  | 23.02.1981 |
| 15 | Залиян, Иляз Асриевич         | 1898—1968  | Звеньевой колхоза имени Касумяна Гадрутского района Нагорно-Карабахской автономной области                                                                                              | 21.07.1949 |
| 16 | Измаилян, Акоп Саркисович     | 1924—      | Старший чабан колхоза имени Сталина Мардакертского района Нагорно-Карабахской автономной области                                                                                        | 21.11.1958 |
| 17 | Лалаян, Эгуш Гайковна         | 1918—      | Бригадир колхоза «Бакинский рабочий» Мардакертского района Нагорно-Карабахской автономной области                                                                                       | 08.04.1971 |
| 18 | Мамунц, Самвел Ваниевич       | 1925—2011  | Директор совхоза имени XXII партсъезда Мардакертского района Нагорно-Карабахской автономной области                                                                                     | 27.12.1976 |
| 19 | Межлумян, Савад Алексанович   | 1911—      | Рабочий Мартунинского виноградарского совхоза Нагорно-Карабахской автономной области | 30.04.1966 |
| 20 | Саринян, Гоарик Багдасаровна  | 1914—      | Инструктор кокономотального цеха Карабахского шелкомотального комбината, город Степанакерт Нагорно-Карабахской автономной области                                                       | 07.03.1960 |
| 21 | Саркисян, Астхик Аветисовна   | 1913—      | Звеньевая Степанакертского виноградарского совхоза Министерства пищевой промышленности СССР, Нагорно-Карабахская автономная область                                                     | 04.09.1950 |
| 22 | Саркисян, Гурген Левонович    | 1927—      | Звеньевой колхоза «Ашхатанк» Гадрутского района Нагорно-Карабахской автономной области                                                                                                  | 08.08.1950 |
| 23 | Саркисян, Тевос Айрапетович   | 1894—      | Бригадир колхоза имени Тульских рабочих Мартунинского района Нагорно-Карабахской автономной области                                                                                     | 10.03.1948 |

### Грузинская ССР
| №  | Фамилия, имя отчество                                  | Годы жизни | Деятельность | Дата Указа |
| -- | ------------------------------------------------------ | ---------- | --- | ---------- |
| 1  | Абелашвили, Сакул Николаевич                           | 1914—      | Звеньевой колхоза «Ленинис Андердзи» Гурджаанского района Грузинской ССР                                          | 09.08.1949 |
| 2  | Аветян, Серёжа Хнгасович                               | 1927—      | Звеньевой колхоза имени Микояна Цалкинского района Грузинской ССР                                                 | 03.07.1950 |
| 3  | Арутюнов, Бахтяр Галоевич                              | 1913—      | Старший конюх колхоза «Красное Знамя» Тетрицкаройского района Грузинской ССР                                      | 04.08.1951 |
| 4  | Ваниев, Гарегин Алексеевич                             | 1902—      | Председатель колхоза «Красное Знамя» Тетрицкаройского района Грузинской ССР                                       | 04.08.1951 |
| 5  | Гогиев, Николай Абелович (Гогишвили, Николоз Абелович) | 1918—      | Звеньевой колхоза «Глехта гаертианеба» Гурджаанского района Грузинской ССР                                        | 09.08.1949 |
| 6  | Данелян, Ерванд Аветикович                             | 1904—1977  | Заведующий коневодческой фермой «Красное Знамя» Тетрицкаройского района Грузинской ССР                            | 04.08.1951 |
| 7  | Какалашвили, Гигуш Николаевич                          | 1905—      | Звеньевой колхоза «Ленинис Андердзи» Гурджаанского района Грузинской ССР                                          | 09.08.1949 |
| 8  | Камбурьян, Елена Вагановна                             | 1927—      | Рабочая Салибаурского совхоза имени Сталина Министерства сельского хозяйства СССР, Батумский район Аджарской АССР | 01.09.1951 |
| 9  | Корганов, Аршак Меликович                              | 1896—      | Звеньевой колхоза «Ленинис Андердзи» Гурджаанского района Грузинской ССР                                          | 09.08.1949 |
| 10 | Мираков, Ерванд Александрович                          | 1902—      | Главный агроном отдела сельского хозяйства Болнисского района Грузинской ССР                                      | 06.10.1950 |
| 11 | Мкртычян, Оганес Магоевич                              | 1923—      | Старший конюх колхоза имени Сталина Тетрицкаройского района Грузинской ССР                                        | 11.08.1949 |
| 12 | Мовсесян, Степан Сарибекович                           | 1915—      | Заведующий коневодческой фермой колхоза имени Сталина Тетрицкаройского района Грузинской ССР                      | 11.08.1949 |
| 13 | Осипов, Лимон Сакулович                                | 1880—      | Звеньевой колхоза «Ленинис Андердзи» Гурджаанского района Грузинской ССР                                          | 09.08.1949 |
| 14 | Папоян, Женя Ашотовна                                  | род. 1937  | Доярка колхоза села Хандо Ахалкалакского района Грузинской ССР                                                    | 08.04.1971 |
| 15 | Торосян, Вардуш Пилосовна                              | 1927—      | Доярка колхоза села Закви Ахалкалакского района Грузинской ССР                                                    | 02.04.1966 |
| 16 | Чехашвили, Гурген Якобович                             | 1925—      | Затяжчик обуви Тбилисской обувной фабрики «Исани» Министерства лёгкой промышленности Грузинской ССР               | 05.04.1971 |
| 17 | Яралов, Артём Бугданович                               | 1905—      | Главный агроном отдела сельского хозяйства Лагодехского района Грузинской ССР                                     | 25.09.1950 |

#### Абхазская АССР
| №  | Фамилия, имя отчество                                | Годы жизни | Деятельность                                                                                  | Дата Указа |
| -- | ---------------------------------------------------- | ---------- | --------------------------------------------------------------------------------------------- | ---------- |
| 1  | Аведисян, Арут Киракосович                           | 1899—      | Бригадир колхоза имени Руставели Сухумского района Абхазской АССР                             | 06.10.1950 |
| 2  | Арзуманян, Арменак Задыкович                         | 1909—      | Звеньевой колхоза имени Берия Гульрипшского района Абхазской АССР                             | 03.07.1950 |
| 3  | Арзуманян, Иосиф Хачикович                           | 1896—1962  | Бригадир колхоза имени Берия Гагрского района Абхазской АССР                                  | 03.05.1949 |
| 4  | Ашкарян, Андроник Тигранович                         | 1928—      | Звеньевой колхоза имени Сталина Сухумского района Абхазской АССР                              | 03.05.1949 |
| 5  | Ашкарян, Ефрем Абрамович                             | 1904—1982  | Председатель колхоза имени Сталина Сухумского района Абхазской АССР                           | 03.05.1949 |
| 6  | Боджолян, Дзагик Амбарцумовна                        | 1908—      | Звеньевая колхоза имени Руставели Сухумского района Абхазской АССР                            | 06.10.1950 |
| 7  | Боздаганян, Ашот Аведисович                          | 1925—      | Бригадир колхоза имени Сталина Гудаутского района Абхазской АССР                              | 03.05.1949 |
| 8  | Грбашян, Хевонд Мелконович                           | 1914—      | Председатель колхоза имени Шаумяна Очемчирского района Абхазской АССР                         | 03.05.1949 |
| 9  | Гюрекян, Егиш Сетракович                             | 1897—      | Звеньевой колхоза имени Калинина Сухумского района Абхазской АССР                             | 03.05.1949 |
| 10 | Домбалян, Зармик Арутовна                            | 1925—      | Звеньевая колхоза имени Ворошилова Гагрского района Абхазской АССР                            | 05.08.1949 |
| 11 | Капикян, Ованес Саакович                             | 1894—      | Бригадир колхоза имени Руставели Сухумского района Абхазской АССР                             | 06.10.1950 |
| 12 | Карагозян, Андроник Акопович                         | 1908—      | Звеньевой колхоза имени Сталина Сухумского района Абхазской АССР                              | 03.05.1949 |
| 13 | Каспарян, Карек Ованесович                           | 1916—      | Бригадир колхоза имени Чарквиани Гульрипшского района Абхазской АССР                          | 03.05.1949 |
| 14 | Кесьян, Карекин Минасович                            | 1892—      | Бригадир колхоза «Большевик» Гагрского района Абхазской АССР                                  | 03.07.1950 |
| 15 | Манукян, Ефрем Хачикович                             | 1910—      | Бригадир колхоза «Красный Октябрь» Гульрипшского района Абхазской АССР                        | 03.07.1950 |
| 16 | Маркосян, Акоп Акопович                              | 1910—      | Бригадир колхоза имени Руставели Сухумского района Абхазской АССР                             | 19.05.1951 |
| 17 | Мелконян, Соломон Акопович                           | 1903—      | Агроном колхоза имени Микояна Очемчирского района Абхазской АССР                              | 03.05.1949 |
| 18 | Минасян, Оганес Геворгович                           | 1910—      | Бригадир колхоза имени Шаумяна Очемчирского района Абхазской АССР                             | 03.05.1949 |
| 19 | Минасян, Паравон Геворкович                          | 1912—      | Бригадир колхоза имени Микояна Очемчирского района Абхазской АССР                             | 03.05.1949 |
| 20 | Нубарян, Грач Капрелович                             | 1914—      | Звеньевой колхоза имени Куйбышева Гагрского района Абхазской АССР                             | 03.05.1949 |
| 21 | Оганян, Еноф Саакович                                | 1921—1970  | Бригадир колхоза имени Берия Гагрского района Абхазской АССР                                  | 03.05.1949 |
| 22 | Оганян, Мисак Саакович                               | 1924—1986  | Бригадир колхоза имени Берия Гагрского района Абхазской АССР                                  | 03.05.1949 |
| 23 | Салуквадзе, Аревалус Давидовна                       | 1902—      | Звеньевая колхоза имени Руставели Сухумского района Абхазской АССР                            | 06.10.1950 |
| 24 | Сарян, Богос Саркисович                              | 1912—      | Бригадир колхоза имени Руставели Гульрипшского района Абхазской АССР                          | 03.07.1950 |
| 25 | Симонян, Ноемзар Сетраковна                          | 1911—      | Звеньевой колхоза имени Сталина Гантиадского сельсовета Гагрского района Абхазской АССР       | 03.05.1949 |
| 26 | Текнеджян, Ованес Хачикович                          | 1918—1993  | Звеньевой колхоза имени Куйбышева Гагрского района Абхазской АССР                             | 05.08.1949 |
| 27 | Терзян, Азган Карапетовна                            | 1910—      | Звеньевая колхоза имени Сталина Гантиадского сельского Совета Гагрского района Абхазской АССР | 05.08.1949 |
| 28 | Томасян, Аведис Егиевич                              | 1890—      | Бригадир колхоза имени Сталина Сухумского района Абхазской АССР                               | 03.05.1949 |
| 29 | Томасян, Андроник Седракович                         | 1908—      | Главный агроном районного отдела сельского хозяйства Гагрского района Абхазской АССР          | 21.02.1948 |
| 30 | Топчиян, Захар Геворкович                            | 1908—1983  | Председатель колхоза имени Ленина Гудаутского района Абхазской АССР                           | 06.10.1950 |
| 31 | Устьян, Акоп Арутюнович                              | 1881—      | Звеньевой колхоза имени Шаумяна Очемчирского района Абхазской АССР                            | 21.02.1948 |
| 32 | Устьян, Зварт Киракосовна                            | 1914—      | Звеньевая колхоза имени Руставели Сухумского района Абхазской АССР                            | 06.10.1950 |
| 33 | Устян, Карапет Карапетович                           | 1902—1966  | Бригадир колхоза имени Шаумяна Очемчирского района Абхазской АССР                             | 03.05.1949 |
| 34 | Хачатурян, Хорен Григорьевич                         | 1913—      | Звеньевой колхоза имени Куйбышева Гагрского района Абхазской АССР                             | 03.05.1949 |
| 35 | Хачикян, Артин Атомович                              | 1887—      | Звеньевой колхоза «Красные Эшеры» Сухумского района Абхазской АССР                            | 03.05.1949 |
| 36 | Хачикян, Артин Хачикович                             | 1901—      | Звеньевой колхоза «Красные Эшеры» Сухумского района Абхазской АССР                            | 03.05.1949 |
| 37 | Хзарджян, Марта Артиновна (Задыкян, Марта Артиновна) | 1915—      | Звеньевая колхоза имени Берия Гагрского района Абхазской АССР                                 | 03.05.1949 |
| 38 | Чакрян, Хорен Абрамович                              | 1925—2018  | Колхозник колхоза имени Жданова Гагрского района Абхазской АССР                               | 02.04.1966 |
| 39 | Чепнян, Мкирдич Оганесович                           | 1915—      | Бригадир колхоза имени Микояна Очемчирского района Абхазской АССР                             | 03.05.1949 |
| 40 | Элекчян, Леон Агасерович                             | 1911—      | Председатель колхоза имени Микояна Очемчирского района Абхазской АССР                         | 03.05.1949 |

### Казахская ССР
| № | Фамилия, имя отчество       | Годы жизни | Деятельность | Дата Указа |
| - | --------------------------- | ---------- | --- | ---------- |
| 1 | Вартанян, Артём Мисакович   | 1912—1980  | Бывший директор Усть-Каменогорского свинцово-цинкового комбината имени В. И. Ленина Восточно-Казахстанского совнархоза                    | 20.07.1963 |
| 2 | Григорян, Рубен Арамаисович | 1917—1976  | Директор Прикаспийского горно-металлургического комбината Министерства среднего машиностроения СССР, город Шевченко Мангышлакской области | 29.07.1966 |
| 3 | Гукасов, Эрик Христофорович | 1932—2020  | Начальник Главриссовхозстроя Министерства мелиорации и водного хозяйства Казахской ССР, Чимкентская область                               | 27.02.1974 |
| 4 | Минасов, Андрей Петрович    | 1916—1974  | Начальник Боровского районного управления сельского хозяйства, Кустанайская область                                                       | 08.04.1971 |
| 5 | Саркисян, Грант Тигранович  | 1927—1983  | Бригадир тракторно-полеводческой бригады совхоза имени Островского Акмолинской области                                                    | 11.01.1957 |
| 6 | Чамчиян, Вардан Шноркович   | 1916—2013  | Директор совхоза «Пермский» Зеленовского района Уральской области Казахской ССР                                                           | 23.06.1966 |

### Украинская ССР
| № | Фамилия, имя отчество         | Годы жизни | Деятельность | Дата Указа |
| - | ----------------------------- | ---------- | --- | ---------- |
| 1 | Арутюнов, Сергей Гевондович   | 1920—1995  | Управляющий трестом «Добропольуголь» комбината «Донецкуголь» Министерства угольной промышленности Украинской ССР, Донецкая область           | 29.06.1966 |
| 2 | Степанянц, Сурен Аванесович   | 1912—1979  | Директор Бердянского опытного нефтемаслозавода Министерства нефтеперерабатывающей и нефтехимической промышленности СССР, Запорожская область | 10.03.1976 |
| 3 | Туманов, Александр Георгиевич | 1912—1984  | Начальник Всесоюзного промышленного объединения «Укргазпром» Министерства газовой промышленности СССР, город Киев                            | 02.03.1981 |
| 4 | Ягджиев, Лука Лазаревич       | 1910—1993  | Начальник производства завода № 586 Государственного комитета Совета Министров СССР по оборонной технике, город Днепропетровск               | 17.06.1961 |

### Узбекская ССР
| № | Фамилия, имя отчество       | Годы жизни | Деятельность | Дата Указа |
| - | --------------------------- | ---------- | --- | ---------- |
| 1 | Зарапетян, Зарап Петросович | 1914—1998  | Директор Навоийского горно-металлургического комбината Министерства среднего машиностроения СССР, Навоийская область                | 06.01.1970 |
| 2 | Халапов Евгений Сергеевич   | 1917—      | Специалист Ташкентского авиационного производственного объединения имени В. П. Чкалова Министерства авиационной промышленности СССР | 30.08.1982 |

## Лицо, в отношении которого указ о присвоении звания Героя Социалистического Труда отменён
| № | Фамилия, имя отчество  | Годы жизни | Деятельность                                                                  | Дата Указа | Дата отмены |
| - | ---------------------- | ---------- | ----------------------------------------------------------------------------- | ---------- | ----------- |
| 1 | Авчян, Ювараш Акопович | 1903—      | Председатель колхоза «III Интернационал» Октемберянского района Армянской ССР | 14.06.1950 | 05.03.1955  |

## Полные кавалеры ордена Трудовой Славы

### Армянская ССР
| № | Фамилия, имя, отчество       | Годы жизни | Деятельность | Даты Указов                                                          |
| - | ---------------------------- | ---------- | --- | -------------------------------------------------------------------- |
| 1 | Агаджанян, Азиз Вардевановна | род. 1945  | Раскройщица Ереванского производственного трикотажного объединения № 1 имени А. Ф. Мясникяна Министерства лёгкой промышленности Армянской ССР                         | 1 степень — 23.05.1986 2 степень — 17.03.1981 3 степень — 21.04.1975 |
| 2 | Азизян, Вачик Алексанович    | 1932—2006  | Бригадир аппаратчиков научно-производственного объединения «Наирит» Всесоюзного объединения «Союзхлор» Министерства химической промышленности СССР, город Ереван      | 1 степень — 03.06.1986 2 степень — 06.04.1981 3 степень — 24.04.1975 |
| 3 | Мартиросян, Самсон Енокович  | 1927—      | Тракторист-машинист колхоза имени Джапаридзе Калининского района Армянской ССР                                                                                        | 1 степень — 07.07.1986 2 степень — 27.12.1976 3 степень — 14.02.1975 |
| 4 | Мхитарян, Норик Вагаршакович | 1934—2009  | Слесарь-сборщик армянского производственного электромашиностроительного объединения «Армэлектромаш» Министерства электротехнической промышленности СССР, город Ереван | 1 степень — 14.07.1983 2 степень — 31.03.1981 3 степень — 22.04.1975 |
| 5 | Саргсян, Размик Камсарович   | род. 1940  | Машинист камнерезальной машины комбината «Артиктуф» Министерства промышленности строительных материалов Армянской ССР, город Артик                                    | 1 степень — 22.05.1986 2 степень — 19.03.1981 3 степень — 21.04.1975 |
| 6 | Степанян, Гарник Арсенович   | 1931—      | Чабан колхоза «Нор Еранд» Сисианского района Армянской ССР | 1 степень — 21.12.1983 2 степень — 27.12.1976 3 степень — 14.02.1975 |

### РСФСР
| № | Фамилия, имя, отчество  | Годы жизни | Деятельность | Даты Указов                                                          |
| - | ----------------------- | ---------- | --- | -------------------------------------------------------------------- |
| 1 | Попов, Ражден Артёмович | 1934—2013  | Бригадир станочников производственного объединения «Армавир» Министерства лесной промышленности СССР, Краснодарский край | 1 степень — 24.01.1991 2 степень — 22.05.1986 3 степень — 23.03.1978 |